# La Chapelle-des-Marais
Pour les articles homonymes, voir La Chapelle.
La Chapelle-des-Marais est une commune de l'ouest de la France, dans le département de la Loire-Atlantique et la région des Pays de la Loire. L'ancienne chapelle voire paroisse relevait du pays historique de Guérande, du diocèse, de la baillie et du grand-pays breton de Nantes.

## Géographie

Situation de la commune de La Chapelle-des-Marais dans le département de la Loire-Atlantique.

La Chapelle-des-Marais est située au nord des marais de la Brière, à 25 km au nord de Saint-Nazaire, 42 km au sud de Redon et 67 km au nord-ouest de Nantes.
|           | Missillac              |                          |
| Herbignac | la Chapelle-des-Marais | Sainte-Reine-de-Bretagne |
|           | Saint-Joachim          |                          |

### Climat
Pour des articles plus généraux, voir Climat des Pays de la Loire et Climat de la Loire-Atlantique.
En 2010, le climat de la commune est de type climat méditerranéen altéré, selon une étude du CNRS s'appuyant sur une série de données couvrant la période 1971-2000. En 2020, Météo-France publie une typologie des climats de la France métropolitaine dans laquelle la commune est exposée à un climat océanique et est dans la région climatique  Bretagne orientale et méridionale, Pays nantais, Vendée, caractérisée par une faible pluviométrie en été et une bonne insolation. 
Pour la période 1971-2000, la température annuelle moyenne est de 12,1 °C, avec une amplitude thermique annuelle de 12,7 °C. Le cumul annuel moyen de précipitations est de 784 mm, avec 12,6 jours de précipitations en janvier et 5,6 jours en juillet. Pour la période 1991-2020, la température moyenne annuelle observée sur la station météorologique de Météo-France la plus proche, sur la commune de Herbignac à 6 km à vol d'oiseau, est de 12,6 °C et le cumul annuel moyen de précipitations est de 886,4 mm,. Pour l'avenir, les paramètres climatiques de la commune estimés pour 2050 selon différents scénarios d'émission de gaz à effet de serre sont consultables sur un site dédié publié par Météo-France en novembre 2022.

## Urbanisme

### Typologie
Au 1er janvier 2024, La Chapelle-des-Marais est catégorisée bourg rural, selon la nouvelle grille communale de densité à sept niveaux définie par l'Insee en 2022.
Elle appartient à l'unité urbaine de La Chapelle-des-Marais, une unité urbaine monocommunale constituant une ville isolée,. Par ailleurs la commune fait partie de l'aire d'attraction de Saint-Nazaire, dont elle est une commune de la couronne,. Cette aire, qui regroupe 24 communes, est catégorisée dans les aires de 200 000 à moins de 700 000 habitants,.

### Occupation des sols
Le tableau ci-dessous présente l'occupation des sols de la commune en 2018, telle qu'elle ressort de la base de données européenne d’occupation biophysique des sols Corine Land Cover (CLC).
| Type d’occupation                                                                   | Pourcentage | Superficie (en hectares) |
| ----------------------------------------------------------------------------------- | ----------- | ------------------------ |
| Tissu urbain discontinu                                                             | 16,1 %      | 288                      |
| Terres arables hors périmètres d'irrigation                                         | 3,8 %       | 67                       |
| Prairies et autres surfaces toujours en herbe                                       | 10,8 %      | 192                      |
| Systèmes culturaux et parcellaires complexes                                        | 1,9 %       | 34                       |
| Surfaces essentiellement agricoles interrompues par des espaces naturels importants | 5,9 %       | 105                      |
| Forêts de feuillus                                                                  | 11,8 %      | 211                      |
| Marais intérieurs                                                                   | 49,8 %      | 889                      |
| Source : Corine Land Cover                                                          |             |                          |

## Toponymie
Le village est désigné sous le nom de « Frarye des Marays » en 1577. Durant la Révolution, la commune porte le nom de La Réunion, puis Les Marais en 1793, avant de retrouver son nom de paroisse, « La Chapelle-des-Marais », dans le bulletin des lois en 1801. Le nom de la localité est attesté sous la forme La Chapelle en 1815.
La Chapelle-des-Marais évoque la présence d'un oratoire et de marais.
La Chapelle-des-Marais possède un nom en gallo, la langue d'oïl locale, écrit La Chapelle ou La Chapelle dés Maraïs selon l'écriture ABCD,  La Chapèl dé Maraï selon l'écriture MOGA ou La Chapèll-dez-Marèsc selon l'écriture ELG. En gallo, le nom de la commune se prononce [lɑ̈.ʃɑ̈.pɛl.de.mɑ̈.rɑ̈j] ou simplement [lɑ̈.ʃɑ̈.pɛl]. 
La forme bretonne proposée par l'Office public de la langue bretonne est Chapel-ar-Geunioù.
Ses habitants sont appelés les Marais-Chapelains.

## Les villages
Les archives départementales de la Loire-Atlantique ont recensé un grand nombre de villages et lieux-dits

## Histoire
Le territoire de la commune (de) La Chapelle-des-Marais comprend deux parties bien distinctes :
- la « terre ferme » où s’est développé le bourg, abritant quelques « petits villages » ;
- le marais entourant la presqu’île de Mayun et les îles jumelles de Camer-Camerun (du breton kamm-ar-geun "coude du marais"), où sont implantés les villages du même nom, autrefois souvent coupés de la terre ferme, en hiver, par les inondations.

Les résultats des recensements de 1846  à nos jours, exploités et éclatés par village par Guy Belliot, permettent de décrire l’évolution de la commune. 

En 1911, à la veille de la guerre 14/18, La Chapelle comptait 2 250 habitants et les équilibres territoriaux s’étaient peu modifiés en un demi-siècle. Mayun gardait son rang de premier village avec plus de 800 habitants (36 % de la population totale). Avec moins de 700 habitants Camer-Camerun occupait la seconde place (30 % de la population totale) mais le Bourg avait grossi, approchant les 500 habitants et rassemblant 21 % de la population de la commune. Les activités industrielles de Saint-Nazaire (forges de Trignac, chantiers navals) exerçaient une forte attraction ;… sans toutefois entraîner un exode massif … 
En 1941, durant la guerre de 39/45, la population de La Chapelle des Marais était du même ordre qu’en 1911 (2 180 habitants) et Mayun restait le village le plus peuplé de la commune avec 720 habitants (33 % de la population totale). Le Bourg avait beaucoup grandi durant l’intervalle, atteignant 667 habitants (31 % de la population totale). Camer-Camerun occupait désormais la troisième position avec 567 habitants et 26 % du total. Travaillant désormais pour la plupart aux Chantiers de Saint-Nazaire, les marais chapelains continuaient néanmoins de maintenir leurs activités agricoles traditionnelles et restaient très présents sur leurs terres.
Le vrai changement est survenu dans les années 50/60 lorsque s’est évanoui le monde des paysans-ouvriers briérons et que s’est distendu le lien très fort qui les rattachait à leurs prés, à leurs champs et à leurs marais. La Chapelle devenait peu à peu une banlieue ouvrière comme une autre, et le bourg affirmait sa prépondérance démographique. La commune comptait environ 2 400 habitants en 1962. 900 d’entre eux (36 %) habitaient désormais le bourg et ses extensions. Mayun avait chuté à 639 habitants (27 %) et Camer-Camerun à 560 habitants (24 %). Cette évolution a été confirmée dans la décennie suivante en même temps que s’accroissait la population de la commune : plus de  2 600 habitants à La Chapelle en 1975 dont 950 au Bourg (36 %). 
Durant les quarante dernières années, la commune s’est définitivement installée dans un monde nouveau dont les fondements économiques et les références sociales et les habitudes culturelles ont beaucoup changé. Deux petits “évènements“ peuvent illustrer ce changement
- en interne, la fusion, dans les années 70 et 80 des trois équipes de football longtemps rivales de la “Saint Corneille“ (ancien patronage),de Camer-Camerun (AS Camerun) et de Mayun (US Mayun) dans le Football Club de la Chapelle des Marais… qui a d’ailleurs connu de grand succès par la suite,
- en externe, l’adhésion, à la fin des années 90, de La Chapelle des Marais à la Communauté d’agglomération de Saint Nazaire (CARENE) et l’abandon de la solidarité traditionnelle qui liait La Chapelle à Herbignac, le chef-lieu de canton,

Dans le même temps, la commune a poursuivi sa marche en avant démographique, frôlant aujourd’hui les 4 000 habitants, beaucoup d’entre eux venant d’ailleurs. Le monde d’autrefois disparait peu à peu. Le bourg est aujourd’hui le pôle incontesté du territoire communal. Il a annexé les “petits villages“ qui lui étaient proches et il s’étend aujourd’hui jusqu’à Mayun auquel le relie désormais une route moderne assortie de nombreux ronds points.

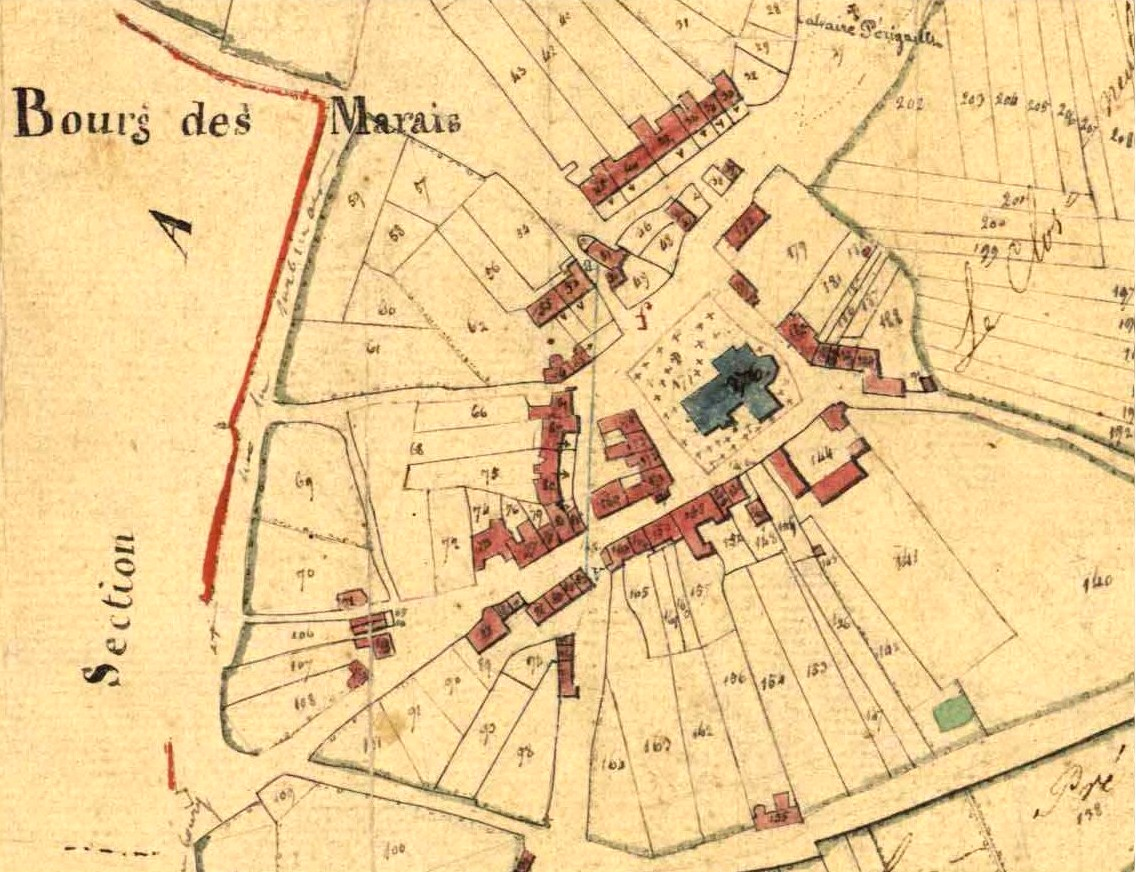
Bourg des marais en 1825

La commune eut à souffrir de quelques épidémies meurtrières, (Dysenterie de 1768, 85 enfants) avant de voir une évolution des conditions de vie, d'hygiène et des progrès de la médecine. Après le choléra en 1828 et 1849, la variole fit 69 victimes en 1870 et 65 en 1871, le 2 juillet 1871, le conseil municipal dut voter la somme nécessaire mise à la disposition de la religieuse chargée de la désinfection des maisons.
- Conflits armés[20]

De nombreux jeunes hommes des « Marais », puis de La Chapelle-des-Marais, souvent malgré eux, ont péri dans les guerres de l'histoire de France et de l'Europe, et leurs noms ne sont pas tous inscrits sur les monuments de la commune. Dans les combats contre les troupes françaises entrées en Bretagne, lors du siège de Guérande, puis dans les combats pour l'indépendance du Duché et dans le cadre de la "Guerre de cent ans" ; pendant la Révolution de 1789 ; dans les campagnes napoléoniennes à travers l'Europe (réquisitions), au siège de Puebla, Mexique, à Mentana et Montelibretti en Italie, Espagne, Autriche, Turquie, Tonkin, Crimée, Allemagne, Algérie, Indochine, etc. Quelques-uns ont foulé les champs de bataille historiques, terrestres et maritimes, et resteront à jamais inconnus, les Archives ont cependant notifié certains d'entre eux.
- Prêtres sous la Terreur révolutionnaire, 3 victimes :

1. Nicolas Corbillé du Bourg, prêtre, vicaire à Bouvron, fusillé dans le cimetière de Bouvron le 14 avril 1794 à 38 ans
2. Barthélémy Thoby 68 ans de Tréland, curé du Cellier et de Pouillé, victime dans la nuit du 16 au 17 novembre 1793 de la première noyade collective d'une série de 5 ordonnées par Jean-Baptiste Carrier et Guillaume Lamberty, son adjoint et maître d'œuvre des noyades de Nantes, 87 prêtres périrent au fond de la Loire, entre Chantenay et Trentemoult, et plus de 4 000 les mois suivants.
3. Jacques Thoby son frère, 79 ans, curé du Cellier, décédé d'épuisement et de maltraitance dans un cachot du couvent des Carmélites à Nantes le 4 juin 1793.

- Guerres napoléoniennes (1804-1815)[21], 50 victimes, dont :
  1. Pierre Nicolas Corbillé, du bourg ,Voltigeur dans le 4e corps d'Armée au 59e de ligne, né le 21 juin 1787, décédé à 28 ans des suites de ses blessures le 19 juin 1815 à Wavre, aile droite de la bataille de Waterloo,
  2. Julien Mahé, né le 13 février 1793 ,Grenadier au 3e bataillon du 66e de ligne, décédé le 1er mars 1814 à l'hôpital militaire de Mayence des suites de fièvre, à 21 ans,
  3. Jean-Pierre Perraud, 1782-1805 - 22 ans,
  4. Philippe Rual, 1789-1809 - 20 ans,
  5. Jacques Belliot, 1783-1810 - 27 ans,
  6. Pierre Broussard, 1788-1811 - 23 ans,
  7. Jean Legoff, 1792-1811 - 19 ans ;

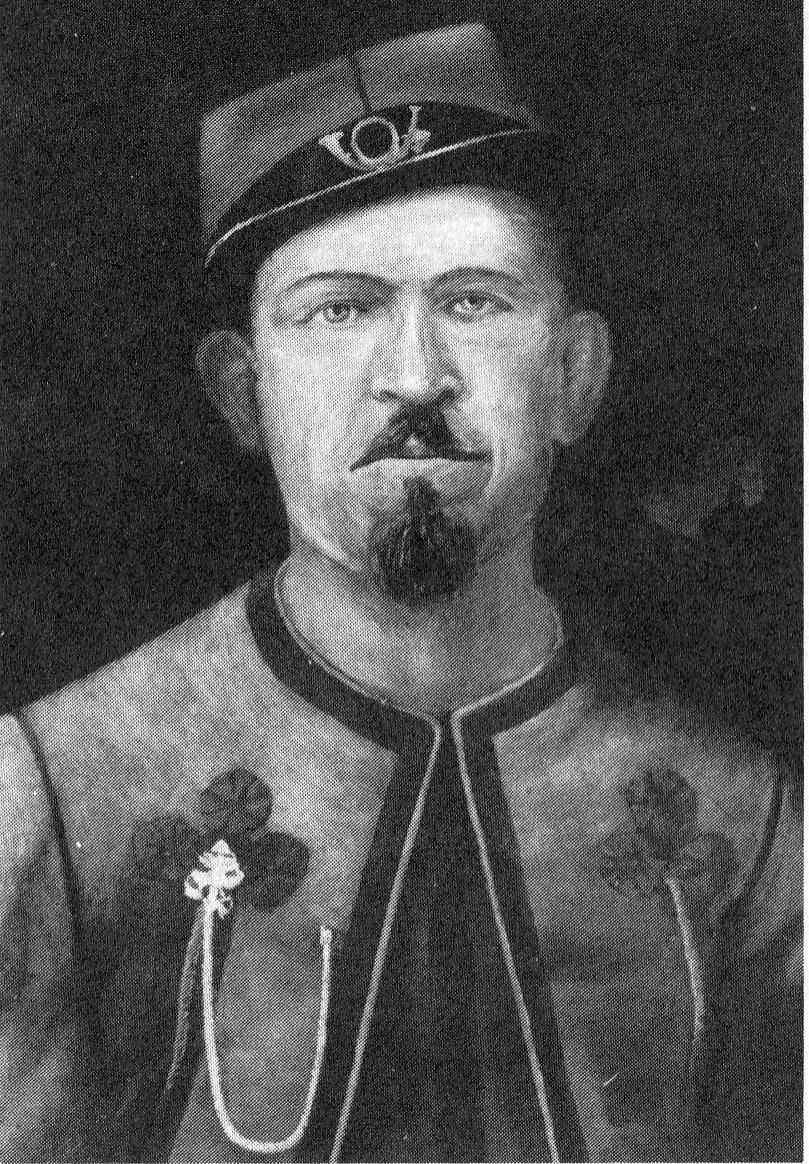
Philippe-Auguste-Alexandre Delalande (zouave pontifical) vers 1865.

- Zouaves pontificaux et Légionnaires des Volontaires de l'Ouest (1861-1870), 8 volontaires pour l'Italie, 2 victimes :
  1. Philippe Auguste Alexandre Delalande, de Québitre, né le 9 janvier 1842, blessé à Monte Libretti, décédé au couvent du Saint-Esprit à Rome, caporal puis sergent décédé le 19 novembre 1867 en combattant les « chemises rouges » de Garibaldi,
  2. Pierre Marie Thoby, de l'Arlo, reçu la médaille Pro Petri Sede à la bataille de Mentana,
  3. Joseph Legoff, de La Martinais,
  4. Ferdinand Thoby, du bourg,
  5. Isidore Perraud, de Tréland,
  6. Étienne Perraud, de Penlys
  7. François Bodet,
  8. Jean Baptiste Lemaistre, du bourg, né le 25 juin 1844, caporal tué à l'ennemi contre l'avancée prussienne à Loigny (Eure-et-Loir) le 2 décembre 1870, qui fit 9 000 morts dans la journée ;
- Bataille de Gravelotte (ou de) Saint-Privat (1870), 5 victimes environ :
  1. Auguste Jouan, de l'Arlo, mort de faim et de misère dans les geôles prussiennes,
  2. Louis Thoby, de Québitre (Typhus),
  3. Jean Baptiste Legoff, de l'Hôtez-Allain,
  4. Pierre Marie Legoff, de la Vaie-Sauze, tué au « champ d'honneur »,
  5. Isidore Belliot, de Mayun (idem) ;
- (1914-1918) : 445 mobilisés, 115 victimes[22] (25.84 %). Quelques-uns seulement, ont été rapatriés dans le cimetière de la commune. Avec 2 328 habitants en 1911, il s'agit de 4,94 % de la population totale (liste initiale de 94 victimes, liste actualisée de 115 victimes ;
- (1939-1945), 16 victimes ;
- Déportation en Allemagne, cinq hommes dont trois victimes :
  1. Henri Victor Jean Marie Guihéneuf[23] - Arrestation à 18 ans le 22 août 1943, libéré le 30 avril 1945 à  Allach-Dachau période à Buchenwald et Dora  (Matricule 30417)
  2. Raymond Mahé[24] - Arrestation à 19 ans le 22 août 1943, libéré le 29 avril 1945 à Dachau période à Buchenwald (Matricule 30964),
  3. Onésime Henri Mahé[25] décédé le 7 février 1945 à Dachau à 27 ans (Matricule 43180),
  4. Ernest François Legoff[26] décédé le 15 mars 1944 à 52 ans à Dora période à Buchenwald et Karlshagen/Peenemüde (Matricule 14558),
  5. Eugène Louis Marie Belliot[27] période à Neuengamme décédé le 9 mai 1945 à Ravensbruck à 20 ans (matricule : ?) ;
- comme ses voisines briéronnes de l'arrière pays nazairien, La Chapelle-des-Marais s'est trouvée piégée à la fin de la Seconde Guerre mondiale dans la Poche de Saint-Nazaire, ce qui lui valut une prolongation de l'Occupation allemande de 9 mois de plus que le reste de la région nantaise (d'août 1944 au 11 mai 1945) ;
- Algérie (1954-1962), 4 victimes :
  1. Jean Broussard 1932-1956 - 24 ans,
  2. Pierre Hervy 1933-1954 - 21 ans,
  3. Jean Hugron 1939-1961 - 21 ans,
  4. Gilbert Terrien 1936-1957 - 20 ans.

Selon l'étude toponymique et historique de la Bretagne fait par Erwan Vallerie, La Chapelle-des-Marais, ancienne trève de Missillac érigée en paroisse en 1771, fait partie de la Brière qui «resta longtemps à l'écart de l’évangélisation».

## Population et société

### Démographie
Selon le classement établi par l'Insee, La Chapelle-des-Marais est une ville isolée qui fait partie de l'aire urbaine et de la zone d'emploi de Saint-Nazaire et du bassin de vie d'Herbignac. Toujours selon l'Insee, en 2010, la répartition de la population sur le territoire de la commune était considérée comme « peu dense » : 100 % des habitants résidaient dans des zones « peu denses ».

#### Évolution démographique
L'évolution du nombre d'habitants est connue à travers les recensements de la population effectués dans la commune depuis 1793. Pour les communes de moins de 10 000 habitants, une enquête de recensement portant sur toute la population est réalisée tous les cinq ans, les populations de référence des années intermédiaires étant quant à elles estimées par interpolation ou extrapolation. Pour la commune, le premier recensement exhaustif entrant dans le cadre du nouveau dispositif a été réalisé en 2004.

En 2022, la commune comptait 4 424 habitants, en évolution de +7,67 % par rapport à 2016 (Loire-Atlantique : +6,68 %, France hors Mayotte : +2,11 %).
| 1793  | 1800  | 1806  | 1821  | 1831  | 1836  | 1841  | 1846  | 1851  |
| ----- | ----- | ----- | ----- | ----- | ----- | ----- | ----- | ----- |
| 1 500 | 1 490 | 1 537 | 1 753 | 1 855 | 1 941 | 1 882 | 1 957 | 1 980 |

| 1856  | 1861  | 1866  | 1872  | 1876  | 1881  | 1886  | 1891  | 1896  |
| ----- | ----- | ----- | ----- | ----- | ----- | ----- | ----- | ----- |
| 1 920 | 2 142 | 2 101 | 2 092 | 2 103 | 2 039 | 2 101 | 2 164 | 2 170 |

| 1901  | 1906  | 1911  | 1921  | 1926  | 1931  | 1936  | 1946  | 1954  |
| ----- | ----- | ----- | ----- | ----- | ----- | ----- | ----- | ----- |
| 2 174 | 2 298 | 2 328 | 2 244 | 2 225 | 2 221 | 2 079 | 2 285 | 2 295 |

| 1962  | 1968  | 1975  | 1982  | 1990  | 1999  | 2004  | 2006  | 2009  |
| ----- | ----- | ----- | ----- | ----- | ----- | ----- | ----- | ----- |
| 2 476 | 2 550 | 2 767 | 3 037 | 3 206 | 2 952 | 3 140 | 3 199 | 3 671 |

| 2014  | 2019  | 2022  | - | - | - | - | - | - |
| ----- | ----- | ----- | - | - | - | - | - | - |
| 4 028 | 4 338 | 4 424 | - | - | - | - | - | - |

#### Pyramide des âges
La population de la commune est relativement jeune.
En 2018, le taux de personnes d'un âge inférieur à 30 ans s'élève à 35,7 %, soit en dessous de la moyenne départementale (37,3 %). À l'inverse, le taux de personnes d'âge supérieur à 60 ans est de 25,0 % la même année, alors qu'il est de 23,8 % au niveau départemental.
En 2018, la commune comptait 2 081 hommes pour 2 181 femmes, soit un taux de 51,17 % de femmes, légèrement inférieur au taux départemental (51,42 %).
Les pyramides des âges de la commune et du département s'établissent comme suit.
| Hommes | Classe d’âge | Femmes |
| ------ | ------------ | ------ |
| 0,5    | 90 ou +      | 1,6    |
| 5,6    | 75-89 ans    | 9,2    |
| 15,8   | 60-74 ans    | 17,3   |
| 19,9   | 45-59 ans    | 19,0   |
| 20,1   | 30-44 ans    | 19,5   |
| 14,8   | 15-29 ans    | 12,9   |
| 23,4   | 0-14 ans     | 20,5   |

| Hommes | Classe d’âge | Femmes |
| ------ | ------------ | ------ |
| 0,6    | 90 ou +      | 1,8    |
| 6      | 75-89 ans    | 8,6    |
| 15,1   | 60-74 ans    | 16,4   |
| 19,4   | 45-59 ans    | 18,8   |
| 20,1   | 30-44 ans    | 19,3   |
| 19,2   | 15-29 ans    | 17,4   |
| 19,5   | 0-14 ans     | 17,6   |

### Associations
Plusieurs associations animent la vie locale. On y compte notamment le Football Club de La Chapelle-des-Marais.

## Culture locale et patrimoine

### Artisanat
Le panier de Mayun, activité ancestrale de ce village de Brière.

### Lieux et monuments

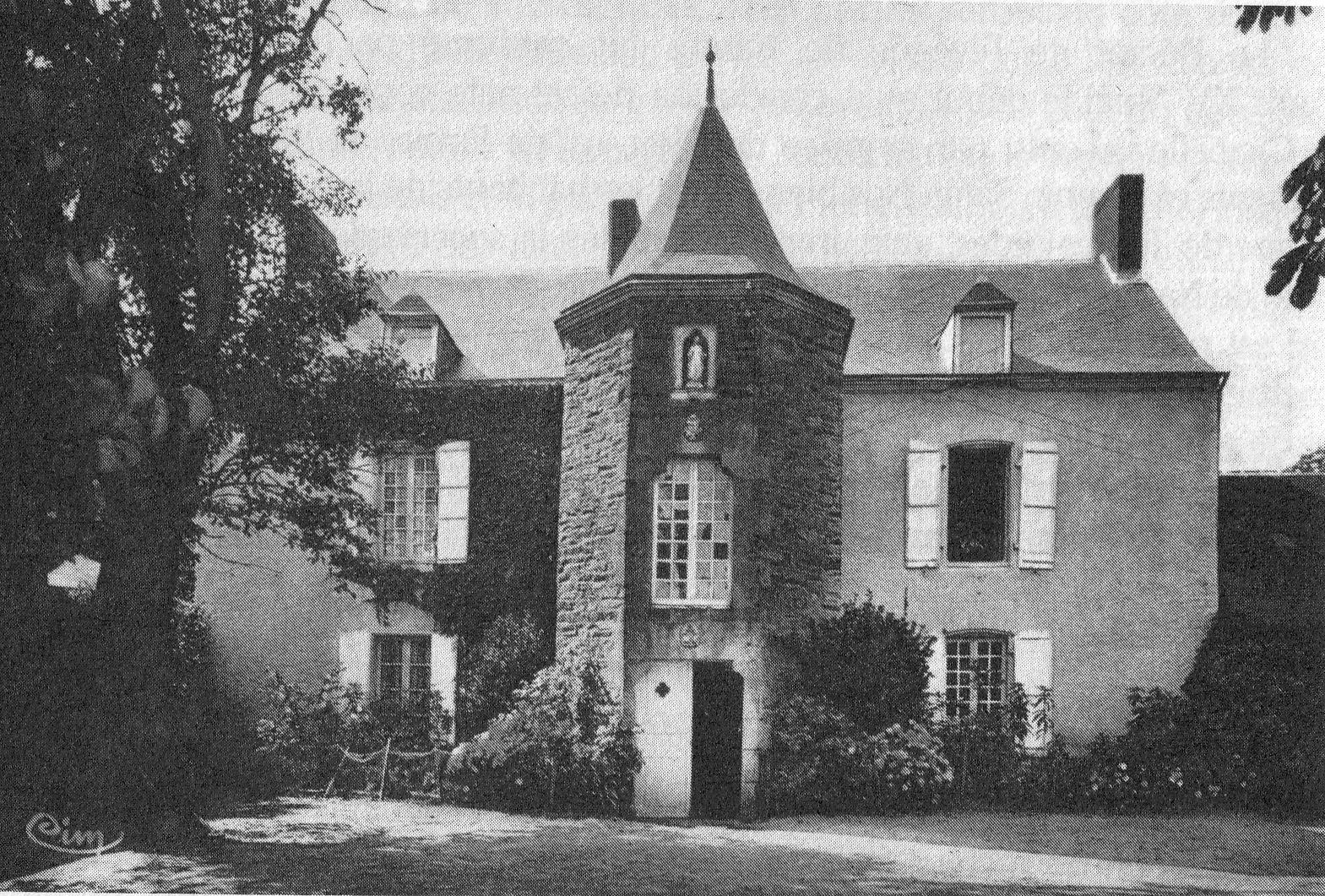
Le presbytère construit en 1778

La médiathèque Gaston-Leroux, dans l'ancien presbytère.

### Personnalités liées à la commune
Celles de la Fouée de Feu, groupe vocal de Brière.

### Héraldique

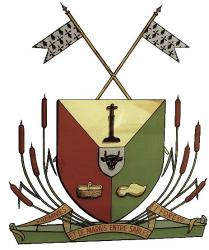
Armoiries avec devise

| Blason | Blasonnement : Tiercé en pairle, au premier d'or à un salais de sable posé en pal, au deuxième de gueules au panier tressé d'or posé en pointe, au troisième de sinople au sabot aussi d'or posé en pointe ; sur le tout d'argent au rencontre de bœuf de sable. Commentaires : Trois « frairies » composent cette commune : celle des Marais (représentée par le salais), celle du Bourg (représentée par le sabot) et celle de Mayun (représentée par la vannerie). Le rencontre de bœuf rappelle que la commune fut longtemps le lieu de rassemblement de toute la presqu'île guérandaise, à l'occasion de la fête de Saint-Corneille. Blason conçu par J.-P. Marzelière. |

### Culte de saint Corneille
Saint Corneille, pape de 251 à 253 et saint, jadis sauvé par un buffle, est devenu le protecteur des bêtes à cornes, guérisseur de toutes maladies du bétail. On l'invoque avec succès contre l'épizootie dans plusieurs régions françaises. En 1883, une terrible épidémie ravagea les étables dans toute la région de La Chapelle-des-Marais et de Missillac. Aussitôt les pieuses populations, se rappelant les prérogatives de saint Corneille d'invoquer le puissant intercesseur, et le fléau cessa immédiatement, épargnant bœufs et vaches de ceux qui l'avaient imploré avec cette grande foi.
Chaque année en septembre, avait lieu la procession solennelle de saint Corneille ou saint Cornely. La statue du Bienheureux, en bois sculpté, était promenée à travers le bourg sur un char traîné par vingt-cinq à vingt-sept paires de bœufs couronnés de roses, recouverts de housses rouge-bordeaux dorées et fleuries. C'était une des fêtes les plus pittoresques du pays briéron, qui faisait accourir les pèlerins de vingt paroisses alentour... « et même jusqu'aux baigneurs cosmopolites de La Baule ou du Pouliguen, échappés de leurs casinos et de leurs dancings. » (paru dans un journal de l'année 1929). Le caractère touristique prenant le pas sur le religieux, ainsi que la disparition progressive des fermes familiales et des animaux précipitèrent la fin du défilé en 1966.

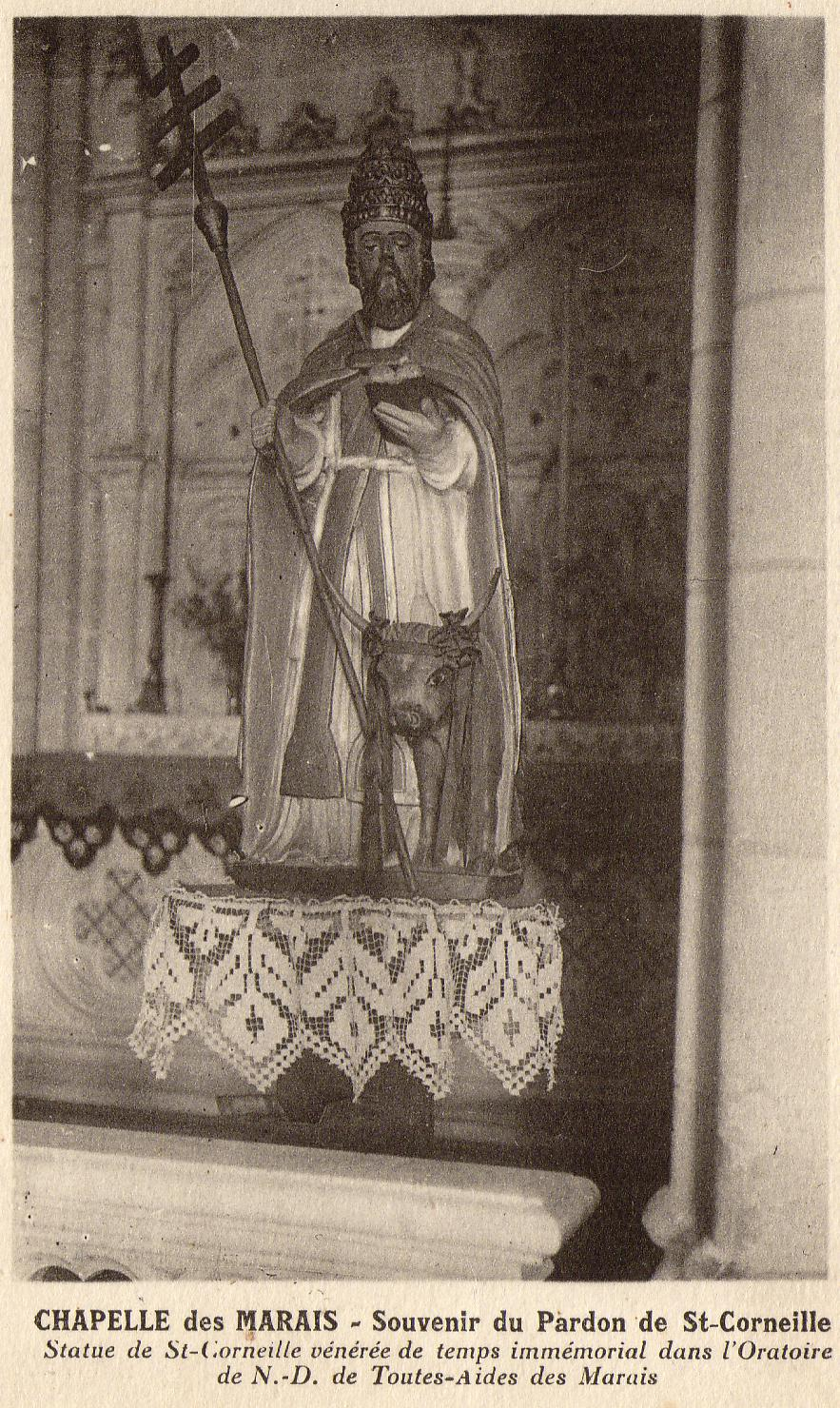
Statue de Saint-Corneille.
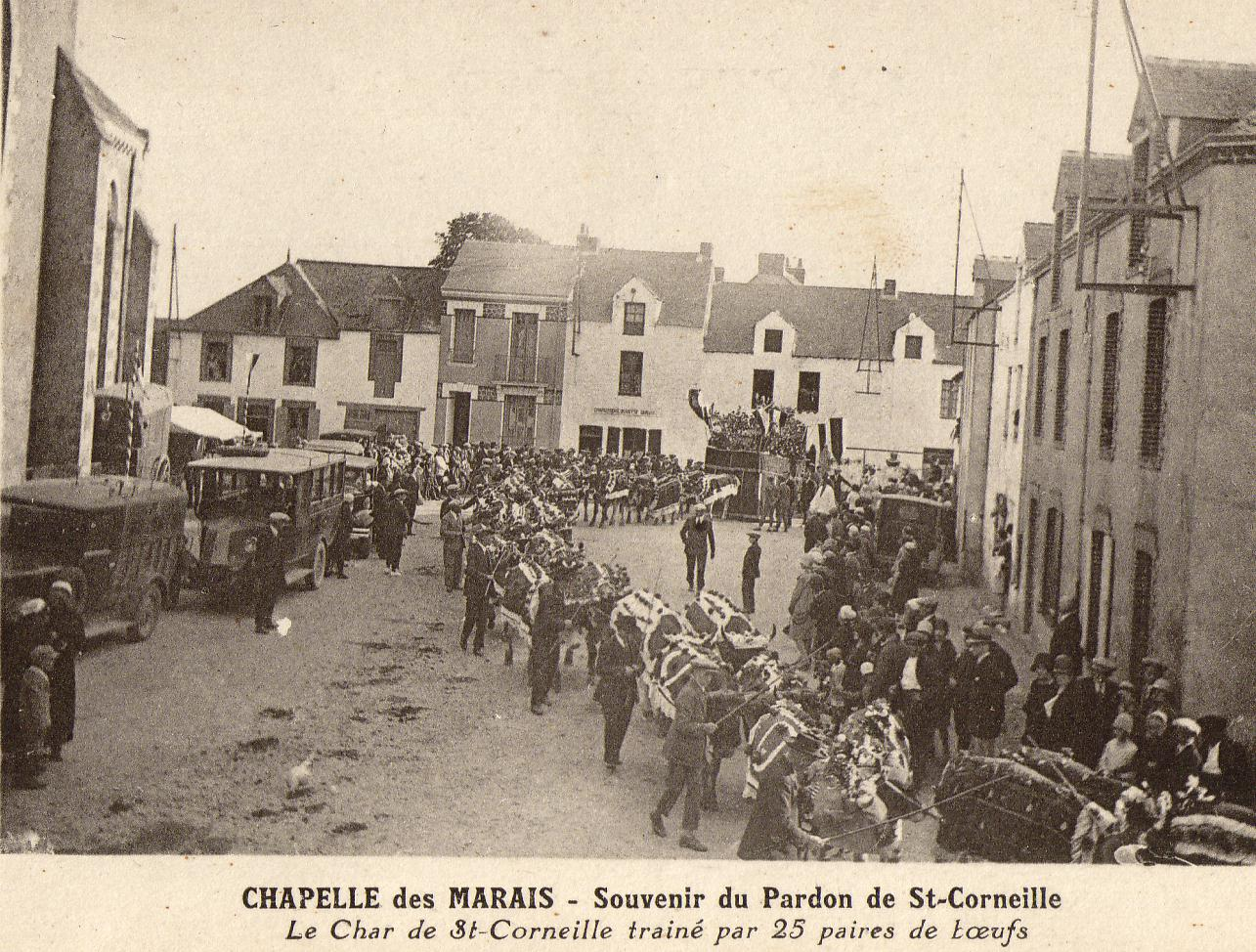
Pardon de Saint-Corneille.
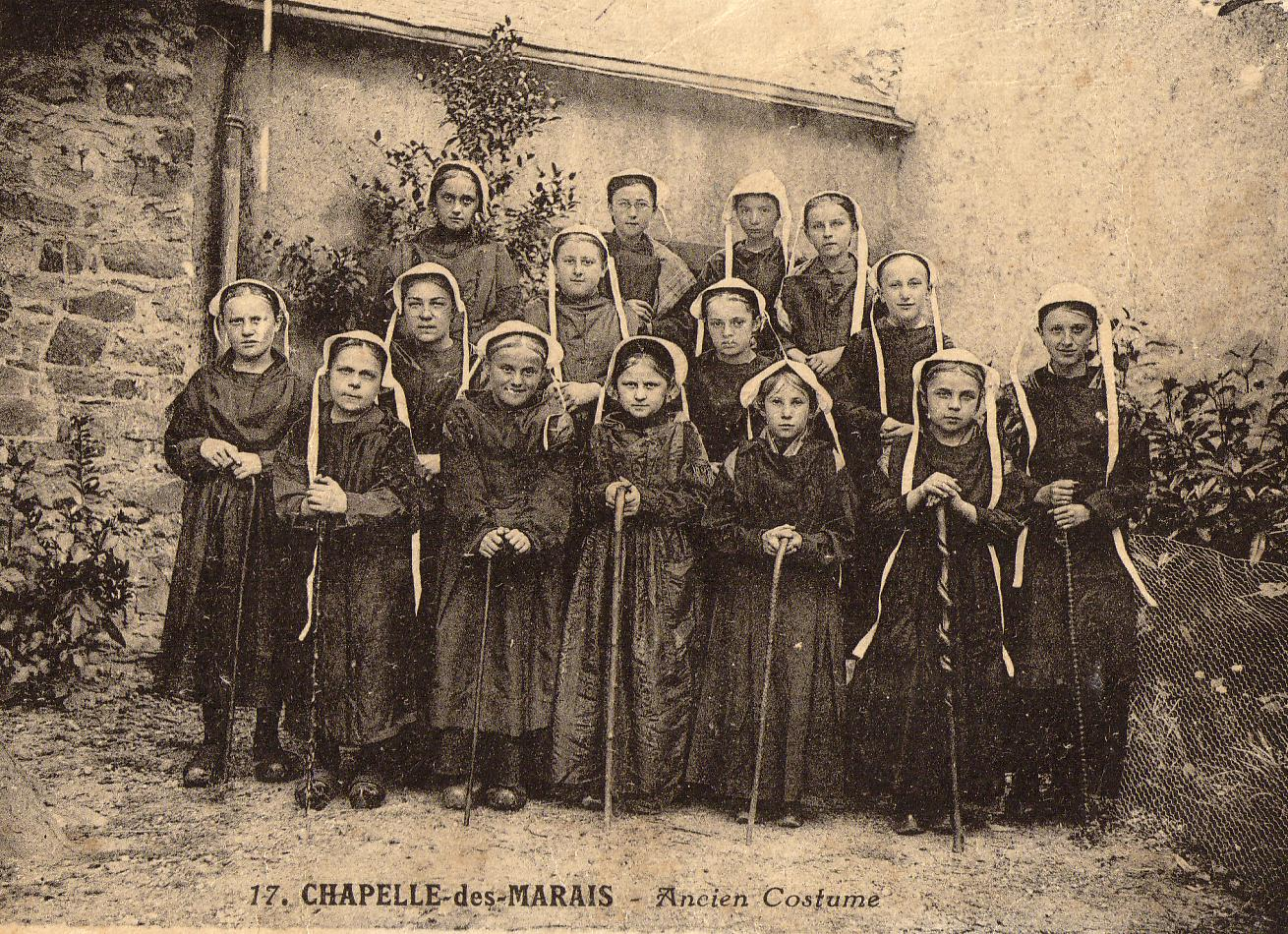
Costumes anciens.
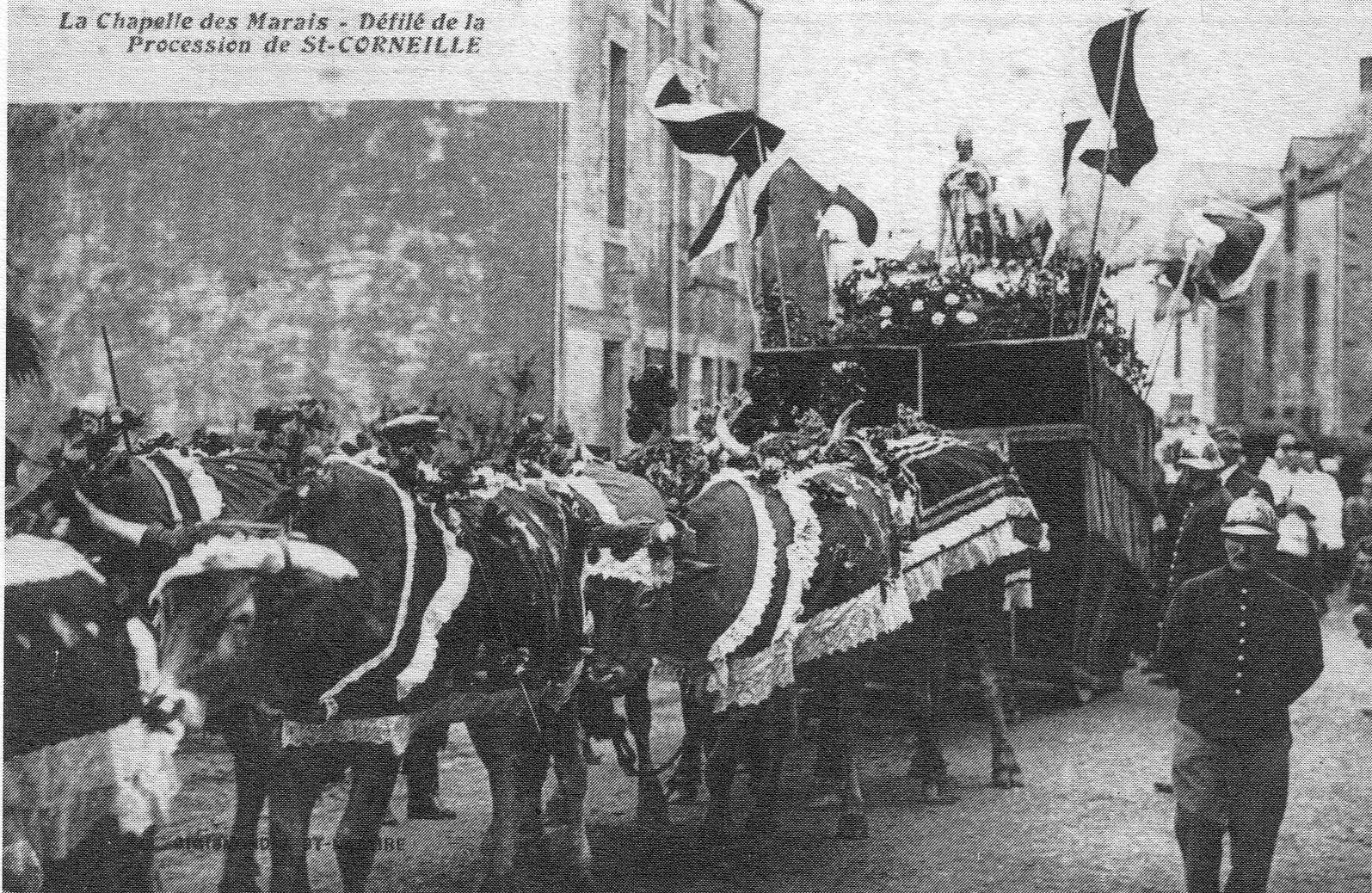
Char de St Corneille.
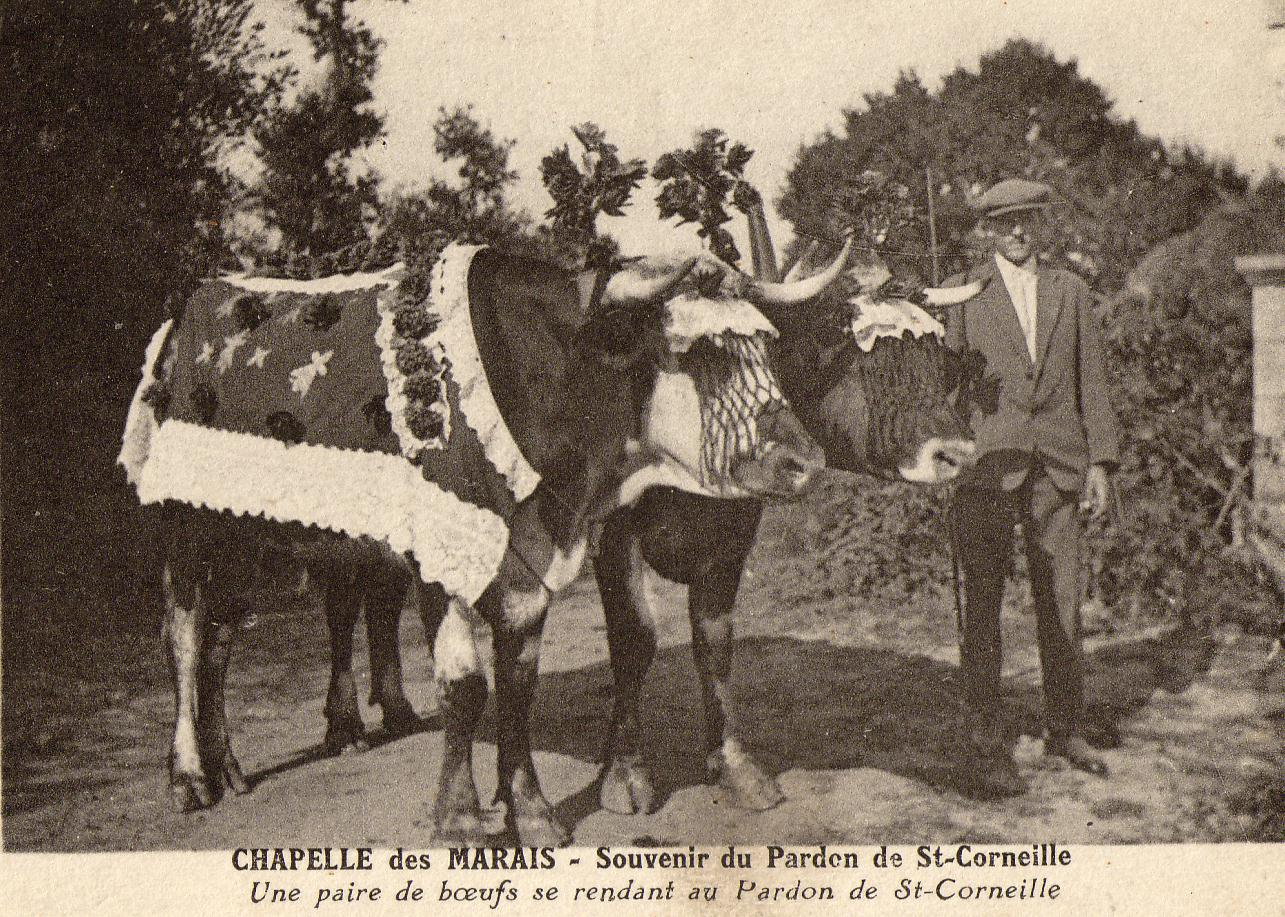
Une paire de bœufs.
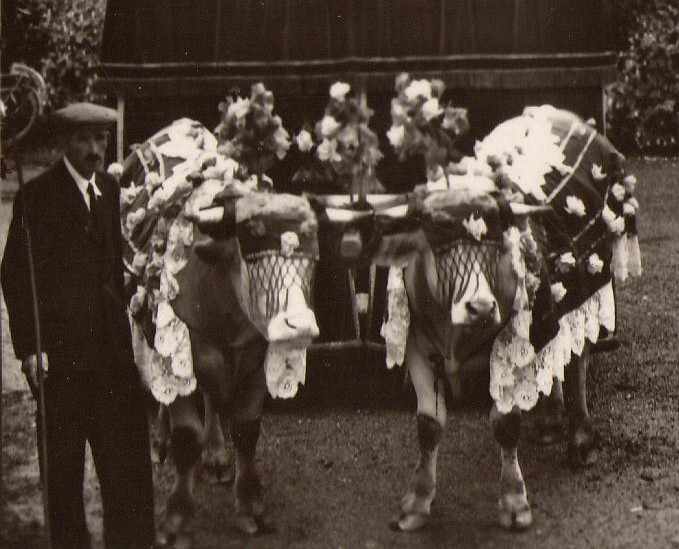
Paire de bœufs.